# 타임 루프
타임 루프(영어: time loop)는 시간 여행을 소재로 한 SF의 하위 장르로, 이야기 속에서 등장인물이 일정한 시간을 계속해서 반복하게 되면서 겪는 경험 또는 상황(re-experience)을 말한다. 캐릭터는 반복되는 시간을 다시 경험하며 한 차례를 초과하는 경우도 있으며 일부는 반복되는 순환을 빠져나오길 희망하게 된다. 타임 루프라는 용어는 캐주얼 루프를 의미하기 위해 사용되기도 한다. 그러나 캐주얼 루프는 변화하지 않고 스스로가 기원이 되는 반면 타임 루프는 꾸준히 초기화되는 경향이 있다.

## 같이 보기
- 나비 효과
- 영원 회귀
- 할아버지 역설
- 타임 슬립
- 시간 여행